# 브레쿠르 강습
브레쿠르 마르뇨 강습(Brécourt Manor Assault)은 제2차 세계 대전 중의 서부 전선에서 있었던 노르망디 상륙 작전 도중 있었던 전투이다. 이 전투는 소규모 전술 기동과 리더십을 이용해 수적으로 우세인 적군을 압도하는 대표적인 사례로서 자주 인용되고 있다.

## 목표
1944년 6월 6일 노르망디 강습 과정에서 이지 중대(제101공수사단 제506낙하산보병연대 제2대대;E/2/506)의 중대장인 토머스 미헌 중위(1st Lt. Thomas Meehan III)가 수송기 추락으로 인해 전사하면서 이지 중대의 지휘권은 중대 선임장교인 리처드 윈터스 중위(1st Lt. Richard Winters)에게 넘어왔다. 대로(Le Grand Chemin)변에 있는 작은 농가에서 대대와 합류한 뒤, 윈터스는 "저쪽 울타리를 따라 포화가 발생하고 있다. 처리하라"는 간단한 명령을 받았다. 윈터스는 자신이 그곳에 있는 독일군 포대를 무력화하는 임무를 맡았다는 것을 알게 되었다. 곧이어 이어진 보고에 따르면, 그곳에는 88mm 야포가 배치되어 있었고 미 육군 제4사단의 상륙 지점인 유타 해변을 따라 계속해서 포사격을 함으로써 상륙 부대가 내륙으로 전진하는 것을 방해하고 있었다. 작전 당일 이른 아침에 소규모 부대가 길을 잘못 들어 그곳에 진입했다가 격퇴당하기도 했다.
8시 30분 경에 작전 지역을 정찰한 후, 윈터스는 E 중대와 기타 중대로 구성된 침투조를 구성했다. 포대와 기관총 진지의 위치를 제외한 아무런 정보도 없는 상태에서, 윈터스의 침투조는 생 마리 두몽(Saint Marie Du Mont) 북쪽에 있는 브레쿠르 마뇨르로 공격해 들어갔다. 그곳에서 윈터스가 조우한 것은 독일군 제90포병연대의 제6포대(제6포병중대)였다. 당시 포대에는 4문의 105mm 곡사포가 배치되어 있었고, 각각의 포대는 참호로 연결되어 있었으며 1개 소대 규모의 경비대가 배치되어 있었다. 윈터스가 상대해야 했던 독일군 부대의 숫자는 적 포대 자체 병력과 이를 보호하는 인근 독일군 부대를 포함해 약 60명 정도였다.

## 전투
작전지역에 도착하자마자 윈터스 중위는 전술 배치를 시작했다. 그는 두 대의 브라우닝 기관총을 엄호 사격 위치에 배치하는 동시에 소수의 병사들(린 캄튼 소위, 도널드 멀라키 이병, 윌리엄 가니어 병장)로 하여금 적의 기관총 진지를 우회하여 공격하도록 했다.
보급과 지원을 용이하게 하기 위해 각 포대를 잇도록 만들어놓은 참호는 이 전투에서 독일군에게 오히려 불리하게 작용했다. 첫 번째 야포를 무력화시킨 이후 윈터스와 그의 침투조는 독일군이 파놓은 참호를 이용하여 비교적 안전하게 다른 포대에 침투할 수 있었다. 윈터스의 침투조는 그들이 가져온 TNT와 독일군 진지 내에 있던 독일군 수류탄을 이용하여 각 야포를 무력화시켰다.
지원부대인 로널드 스피어스 소위와 D 중대가 마지막 곡사포를 마무리했다. 평소 극단적인 공격성을 보이는 것으로 유명했던 스피어스는 참호 밖으로 뛰쳐나와 포대로 돌격해 들어갔고, 그 과정에서 그의 중대는 적의 사격에 노출되었다. 결과적으로 이 진지를 공략하는 과정에서만 3명의 사상자가 발생했다.
모든 야포가 무력화된 이후 윈터스의 침투조는 브레쿠르 마뇨르에서 철수했다. 작전 도중 윈터스는 독일군 지도를 발견했는데, 그 지도에는 코탕탱 반도(Cotentin Peninsula) 전역에 배치된 모든 독일군 야포와 기관총 진지가 표시되어 있었다. 이 지도는 상당한 전략적 가치를 갖고 있었기 때문에 곧바로 대대본부 정보과에 전달되었다. 또한 윈터스는 남은 독일군의 저항을 무력화시키기 위해, 유타 해안에서 뒤늦게 상륙한 전차 2대의 유도를 맡기도 했다.
윈터스의 침투조에서는 1명의 전사자와 1명의 부상자가 발생했는데, 81mm 박격포 소대원인 존 D. 홀 일병이 전투 중에 전사했으며, 로버트 "뽀빠이" 윈 이병이 부상을 입었다(윈은 이후 영국으로 후송되어 부상을 회복한 후, 마켓 가든 작전 직전 이지 중대에 다시 합류했다.) 스피어스 휘하의 D 중대의 손실은 각각 전사자 2명, 부상자 1명이었다. 이외에 앤드루 힐 준위가 제506연대 본부를 찾아가던 도중 전사했다.

## 전투 이후
이 작전의 성공으로 인해 유타 해안에서의 상륙작전은 상대적으로 쉽게 이루어질 수 있었다. 제506공수연대 연대장 로버트 싱크 대령(Col. Robert F. Sink)은 윈터스를 명예 훈장(Medal of Honor) 수여 대상자로 추천했지만, 1개 사단 당 1개의 명예 훈장을 수여한다는 원칙으로 인해 윈터스에게는 명예 훈장보다 한단계 낮은 십자 훈장(Distinguished Service Cross)이 수여되었다. 이후 책과 영화 "밴드 오브 브라더스"가 인기를 끌면서 윈터스에게도 명예 훈장을 소급하여 수여하여야 한다는 서명 운동이 시작되었지만, 윈터스가 작고한 2011년까지도 미국 보훈 위원회(U.S. House Armed Services Committe)에서는 별다른 반응이 없다.

## 전투 관련 훈장
십자 훈장
- 리처드 윈터스 중위(전역시 소령)

은성 무공훈장
- 린 "벅" 캄튼 소위(전역시 중위)
- 윌리엄 가니어 병장(제대시 하사)
- 제럴드 로레인 일병

동성 무공훈장
- 카우드 립튼 병장(전역시 소위)
- 로버트 "뽀빠이" 윈 이병(제대시 병장)
- 클리블랜드 페티 이병
- 월터 헨드릭스 이병(제대시 병장)
- 도널드 멀라키 이병(제대시 중사)
- 마이런 래니 일병(제대시 병장)
- 조지프 리브갓 이병(제대시 5등병)
- 조 플레샤 이병
- 조지프 토이 상병(제대시 하사)

퍼플 하트 훈장
- 로버트 "뽀빠이" 윈 이병
- 존 D. 홀 일병
- 앤드루 힐 준위